# Nathalie Claude
 (mars 2016).
Nathalie Claude est une artiste scénique canadienne, née à Montréal. Elle est comédienne, metteuse en scène, danseuse, chorégraphe, musicienne, dramaturge, autrice, coach artistique et clown.

## Biographie
Nathalie Claude commence sa carrière vers le milieu des années 1980 après une formation en mime corporel. À titre de comédienne, elle participe à de nombreux projets professionnels sur les scènes nationales et internationales (théâtre, danse, cirque, cinéma et télévision). Elle a notamment performé pour le Théâtre Denise Pelletier.  
On la remarque dans la série KM/H (2000-2006) où elle joue Tite-Lène. De 2012 à 2015, elle tient le rôle de Jeeves, un clown mâle, dans le spectacle Amaluna du Cirque du Soleil. C'est durant cette période au Cirque qu'elle y rencontre sa compagne, la musicienne Julie McInnes[réf. nécessaire]. 
Entre 1999 et 2017, Nathalie Claude est membre active de la compagnie de théâtre montréalaise Momentum. Elle met en scène, écrit et joue dans plusieurs productions au sein de la compagnie dont, Les Filles de Séléné (1999 et 2001), La Fête des morts (coécrite avec Céline Bonnier, 2002-2004) et Limbes/Limbo en cocréation avec la danseuse Lin Snelling (2004) et co-produit par l'Usine C. Avec l'Usine C, elle réalise Le Salon Automate (2008) dans lequel elle se met en scène auprès de trois automates. 
À l'été 2017, elle signe la mise en scène du spectacle de rue : Mange Ta Rue, un spectacle hommage aux auteurs Montréalais réalisé à l'occasion du Festival À nous la rue! pour le 375ᵉ anniversaire de Montréal.
De 1999 à 2016, elle participe aux nombreuses éditions du Festival de performance féministe Edgy Women (fondé en 1994 par Miriam Ginestier). Elle y présente cinq créations de théâtres physiques en tant que soliste: La Trilogie de la Tristesse (1999-2003) qui regroupe les pièces L’éffoirée-lumineuse, Spleen et Pop Star :The Sad One, puis dans un second temps, elle réalise La Trilogie de la Folie (2005-2010) qui comprend les spectacles Lapine-Moi, Cerveau fêlé 101 et Le Salon Automate. 
Ces solos ont tous été joués à travers le Québec, le Canada, les États-Unis, ainsi que l'Europe dans des Festivals et lieux tels que Hysteria, Buddies in Bad Times Theatre (Toronto), Performance Mix Festival (New York), Festival City of women (Slovénie), Teatro della Limonaia (Italie), Centre d’art Ausland (Berlin).
De 1994 à 2006, Nathalie Claude écrit des vaudevilles lesbiens pour Le Boudoir, un cabaret saphique de Montréal. 
Elle a participé à plusieurs reprises au Festival Phénoméma. En 2015, elle y crée la pièce Reditum Lux  un duo physique-musical avec Julie McInnes. En 2016, elle coanime le Cabaret DADAMomentum avec Stéphane Crête et leur compagnie éponyme. Puis en 2021, toujours avec Julie McInnes elle y co-crée MayDADAday, au Cabaret DadaPandémique.

## Mises en scène
- 2001 : The Daughters of Séléné[13]
- 2002 - 2004 : La Fête des morts[14] (cocréation et mise en scène avec Céline Bonnier)
- 2017 : Mange Ta Rue[15]
- 2008 : Le Salon Automate[16] (solo)
- 2009-2010 : Le Jardin des sortilèges[17]

## Publications
- Queer Play, an Anthology of Queer Women's Performance and Plays (2017) Playwrigths Canada Press, edited by Moynan King.Featuring the scripts for Lapine-Moi / Rabbit-I & Cerveau Fêlé 101 / Broken Brain 101 by Nathalie Claude.
- Once More, With Feeling. Five Affecting Plays', edited by Erin Hurley, Toronto (Ontario), Playwrights Canada Press, 2014. Featuring The Salon Automaton, traduit en anglais par Nathalie Claude en collaboration avec Moynan King,
- Le Salon Automate (2010) de Nathalie Claude, Édition Les Herbes rouges, 116 pages[18].

## Prix et nominations
- 1988 : Nomination par l'Association québécoise des critiques de théâtre, dans la catégorie Meilleure interprétation - révélation de l'année, pour son rôle du Prince de Galles dans Henry IV / Le cycle des rois[19].
- 2004 : Nomination dans la catégorie Meilleure mise en scène de la Soirée des Masques, pour La fête des morts[20].
- 2008 : Récipiendaire du Mecca Theater Award de la Meilleure Actrice pour The Baroness and the Pig[21].